# Perissomerus
Perissomerus is een kevergeslacht uit de familie van de boktorren (Cerambycidae). De wetenschappelijke naam van het geslacht werd voor het eerst geldig gepubliceerd in 1909 door Gounelle.

## Soorten
Perissomerus omvat de volgende soorten:
- Perissomerus alvarengai Martins, 1961
- Perissomerus dasytes Martins, 1968
- Perissomerus flammeus Martins, 1971
- Perissomerus hilairei Gounelle, 1909
- Perissomerus rubrus Martins & Galileo, 2007
- Perissomerus ruficollis Martins, 1961